# باشگاه فوتبال خونه به خونه
باشگاه فوتبال خونه به خونه یک باشگاه فوتبال در شهر بابل، ایران بود که در رقابت‌های لیگ آزادگان حضور داشت. در سال ۱۳۹۸ امتیاز باشگاه خونه به خونه به باشگاه فوتبال رایکا بابل واگذار شد.
این باشگاه در سال ۱۳۹۲ تأسیس شد و سابقه نایب قهرمانی در جام حذفی فوتبال ایران ۹۷–۱۳۹۶ را در کارنامه داشت.

## تاریخچه

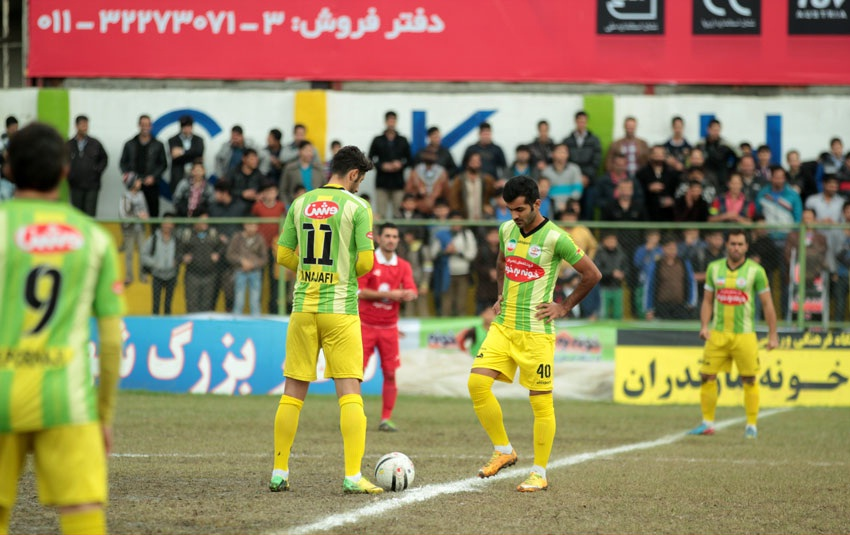
دیدار تیم خونه به خونه با تیم سپیدرود در ورزشگاه هفت تیر. فصل ۹۴–۱۳۹۳ لیگ دسته دوم فوتبال ایران.

خونه به خونه یک باشگاه فوتبال در بابل بود که توسط قاسم حسن‌زاده امیری در سال ۱۳۸۹ ابتدا در ورزش کشتی و سپس در سال ۱۳۹۲ در فوتبال بنیان‌گذاری شد. خونه به خونه پس از حضور در لیگ دسته سوم توانست در اولین سال تأسیس باشگاه با مربیگری فرشاد پیوس به لیگ دسته دوم صعود کند. در میانه فصل ۹۴–۱۳۹۳ لیگ دسته دوم فرشاد پیوس به دلایلی نامعلوم از این تیم جدا شد و کادر فنی متشکل از فرهاد کاظمی و مهرداد میناوند و با سرمربی‌گری مرتضی کرمانی‌مقدم ادامه کار را در دست گرفت که نتوانست به لیگ آزادگان صعود کند. با این وجود در آغاز فصل ۹۵–۱۳۹۴ لیگ آزادگان این تیم با خریدن امتیاز بهمن شیراز جواز حضور در این لیگ را کسب کرد. زمین خانگی این تیم ورزشگاه هفت تیر بابل بود.
خونه به خونه دومین تیم لیگ یکی بود که موفق شد به فینال جام حذفی کشور صعود کند.
امتیاز خونه به خونه در سال ۱۳۹۸ به باشگاه فوتبال رایکا بابل واگذار شد.

## روند فصل به فصل
| فصل     | لیگ          | نتیجه            | جام حذفی         |
| ------- | ------------ | ---------------- | ---------------- |
| ۹۳–۱۳۹۲ | لیگ دسته سوم | نایب قهرمان      | عدم حضور         |
| ۹۴–۱۳۹۳ | لیگ دسته دوم | چهارم؛ مرحله اول | یک شانزدهم نهایی |
| ۹۵–۱۳۹۴ | لیگ آزادگان  | ششم              | انصراف           |
| ۹۶–۱۳۹۵ | لیگ آزادگان  | ششم              | یک‌هشتم نهایی     |
| ۹۷–۱۳۹۶ | لیگ آزادگان  | سوم              | نایب‌قهرمان       |
| ۹۸–۱۳۹۷ | لیگ آزادگان  | دوازدهم          | یک شانزدهم نهایی |

## هماوردان

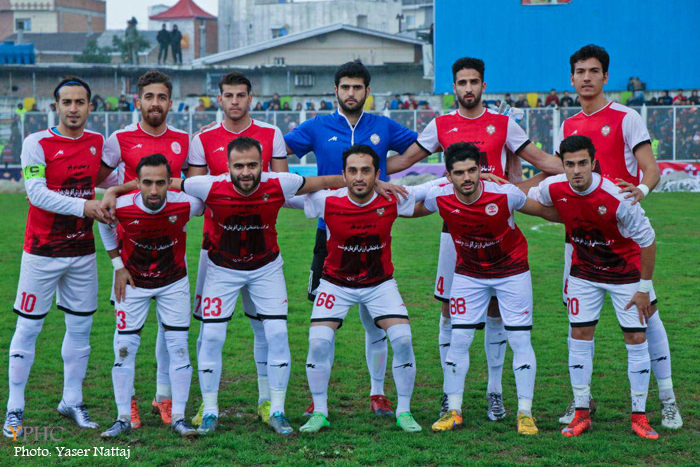
بازیکنان تیم خونه به خونه

### نساجی
بازی بین نساجی و خونه به خونه بین سال‌های ۱۳۹۴ تا ۱۳۹۷ مهم‌ترین و حساس‌ترین بازی لیگ آزادگان بود که به آن لقب المازنو را داده بودند. این دو تیم که هر دو برای مازندران بودند به دلیل اینکه مدعی صعود به لیگ برتر بودند بازی‌هایشان حساسیت بسیاری داشت. نساجی و خونه به خونه در مجموع ۶ بار به مصاف یکدیگر رفتند که در یکی از بازی‌ها در بابل در حالی که دو تیم با نتیجه یک بر یک مساوی به رختکن رفته بودند به دلیل درگیری تماشاگران نیمه تمام ماند که بعدها کمیته انضباطی دستور به تکرار بازی در ورزشگاه هفت تیر بابل داد که به دلیل مناسب نبودن ورزشگاه، مقرر شد بازی در ورزشگاه شهید کشوری تهران برگزار شود که خونه به خونه در زمین حاضر نشد و بازی ۳ بر صفر به سود نساجی اعلام شد در ۵ تقابل دیگر سهم نساجی ۲ برد و سهم خونه به خونه نیز ۳ برد بود و هیچگاه دیدار این دو تیم با نتیجه تساوی به پایان نرسید.

## افتخارات
- جام حذفی

 نایب‌قهرمان (۱): ۹۷–۱۳۹۶
- لیگ دسته سوم

 نایب‌قهرمان (۱): ۹۳–۱۳۹۲

## بازیکنان برجسته
برای دیدن نام بازیکنان پیشین باشگاه، رده:بازیکنان باشگاه خونه به خونه را ببینید.
- پژمان نوری
- حنیف عمران‌زاده
- علیرضا واحدی نیکبخت
- هادی شکوری
- روح‌الله باقری
- مازیار زارع
- میلاد نوری
- سید جلال رافخایی
- محمد غلامی
- محسن فروزان
- محمدامین حاج‌محمدی
- قاسم دهنوی
- امیرحسین فشنگچی
- ایمان صادقی
- مهرداد کفشگری
- فرشاد فرجی
- محمد کریمی
- سعید صادقی

## مربیان تاریخ باشگاه
| مربی              | سال                          |
| محمد قربانیان     | شهریور ۱۳۹۲ - دی ۱۳۹۲        |
| فرشاد پیوس        | دی ۱۳۹۲ - آذر ۱۳۹۳           |
| مرتضی کرمانی مقدم | آذر ۱۳۹۳ - دی ۱۳۹۳           |
| فرهاد کاظمی       | دی ۱۳۹۳ - بهمن ۱۳۹۳          |
| اکبر میثاقیان     | تیر ۱۳۹۴ - اسفند ۱۳۹۴        |
| حمید درخشان       | فروردین ۱۳۹۵ - اردیبهشت ۱۳۹۵ |
| حسین رحمانی       | اردیبهشت ۱۳۹۵ - خرداد ۱۳۹۵   |
| علیرضا مرزبان     | خرداد ۱۳۹۵ - بهمن ۱۳۹۵       |
| نادر دست نشان     | بهمن ۱۳۹۵ - خرداد ۱۳۹۶       |
| حسین رحمانی       | خرداد ۱۳۹۶ - مرداد ۱۳۹۶      |
| جواد نکونام       | مرداد ۱۳۹۶ - دی ۱۳۹۶         |
| دراگان اسکوچیچ    | دی ۱۳۹۶ - خرداد ۱۳۹۷         |
| اکبر محمدی ارگی   | مرداد ۱۳۹۷ - مهر ۱۳۹۷        |
| علی نظرمحمدی      | مهر ۱۳۹۷ - آبان ۱۳۹۷         |
| اکبر میثاقیان     | آبان ۱۳۹۷ - اردیبهشت ۱۳۹۸    |